# Elçin Afacan
Elçin Afacan (* 21. Januar 1991 in Istanbul) ist eine türkische Schauspielerin.

## Leben und Karriere
Afacan wurde am 21. Januar 1991 in Istanbul geboren. Sie studierte an der Mimar Sinan Üniversitesi. Ihr Debüt gab sie 2016 in der Fernsehserie Görevimiz Komedi. Im selben Jahr trat sie in İçerde auf. Außerdem war sie in Deli Gönül zu sehen. Ihre erste Hauptrolle bekam sie 2019 in Bir Aile Hikayesi. 
Zwischen 2020 und 2021 wurde Afacan für die Serie Sen Çal Kapımı dizisinde gecastet. Unter anderem tauchte sie in dem Film Benden Ne olur? auf. 2022 war sie in der Serie Seni Kalbime Sakladım zu sehen.

## Filmografie
Filme
- 2022: Benden Ne Olur?

Serien
- 2016: Görevimiz Komedi
- 2016: İçerde
- 2017: Deli Gönül
- 2019: Bir Aile Hikayesi
- 2020–2021: Sen Çal Kapımı
- 2022: Seni Kalbime Sakladım
- seit 2022: Çöp Adam